# Bánó Iván
Bánó Iván (Roskovány, Sáros vármegye, 1888. december 28. – Budakeszi, 1961. szeptember 6.) magyar földbirtokos, gazdasági főtanácsos, országgyűlési képviselő.

## Élete
Evangélikus családban született, középiskoláit Eperjesen és Iglón végezte, majd a kassai gazdasági akadémián szerzett oklevelet. Önkéntes katonai évének letelte után állami szolgálatba lépett, mint gazdasági gyakornok, Gödöllőn; a következő időszakban dolgozott a miskolci gazdasági felügyelőségnél, majd Egerbe került hasonló munkakörbe, 1912-ben pedig Pécsre helyezték gazdasági segédfelügyelőnek.
Az első világháború kitörését követően a pécsi 8. honvéd huszárezred kötelékébe szerelt fel, és ott teljesített frontszolgálatot, az orosz harctéren. 1917-ben, az első vonalban szerzett betegsége miatt, mint főhadnagy, leszerelt. A háború alatti érdemeiért többek között elnyerte a hadi ékítményes III. osztályú katonai érdemkeresztet és a Signum Laudist a kardokkal, de több ízben részesült hadosztály-, hadtest- és hadsereg-dicséretekben is.
Leszerelését követően visszavonult gazdálkodni 3000 holdat kitevő családi birtokaira, melyek mellé még mintegy 2000 holdnyi földet ki is bérelt. Tevékenyen részt vett Somogy vármegye társadalmi, kulturális és gazdasági életében; tagja volt a vármegye törvényhatósági bizottságának és a kisgyűlésnek is; 1930 körül elnőkké választották az igali járási mezőgazdasági bizottságban is.
Az országos politikába az 1930-as évek első felében kapcsolódott be, miután az igali választókerületet akkor képviselő Gállfy Dénes elhunyt, s az időközi választáson ő nyerte el a mandátumot a Nemzeti Egység Pártja (NEP) jelöltjeként. 1935-ben ugyanott erősítette meg mandátumát, az 1939-es választást követően pedig a NEP utódpártjaként létrejött Magyar Élet Pártja színeiben térhetett újból vissza a képviselőházba, a párt Somogy vármegyei listájáról.